# Stridsvagn 122
Stridsvagn 122 (Strv 122) – szwedzki czołg podstawowy, będący ulepszoną wersją niemieckiego czołgu Leopard 2 A5. Znany także pod nazwą Leopard 2 (S). Modyfikacja polegała na wzmocnieniu opancerzenia czołgu, zainstalowano także lepszy system kierowania ogniem. Zmodyfikowane czołgi dostarczono szwedzkiej armii w latach 1997–2001.

## Historia rozwoju
W połowie lat 1980 Szwecja rozpoczęła prace nad samodzielnym opracowaniem nowego czołgu dla rodzimych sił zbrojnych. Jednak w 1989 podjęto decyzję, że opracowanie własnej konstrukcji jest zbyt kosztowne. Zadecydowano o zakupieniu gotowego produktu. W 1993 doszło do testów porównawczych czołgów Leopard 2, M1A2 Abrams oraz Leclerc. Według oceny szwedzkich sił zbrojnych, Leopard 2 spełnił założone przez stronę szwedzką, wymagania w 91%, Abrams w 86%, zaś Leclerc w 63%. W styczniu 1994 podpisana została umowa obejmująca dostawę 160 Leopardów 2A4 oznaczonych lokalnie jako Strv 121, jedyna zmiana wyposażenia względem wozów niemieckich to instalacja szwedzkich systemów łączności oraz głęboko zmodernizowanych Leopardów 2A5 oznaczonych jako Strv 122/Leopard 2S. Oparty jest konstrukcyjnie na niemieckim wariancie Leopard 2A5, jednak z racji produkcji licencyjnej w Szwecji, zastosowano liczne zmiany konstrukcyjne. Wzmocniony został poziom ochrony stropu wieży, przyrząd obserwacyjny kierowcy zastąpiony został szwedzkim, stosowanym na wozach CV90, wzmocnione zostały zbiorniki paliwa, zastosowano systemy chłodzące spaliny oraz odcinające dopływ powietrza do silnika w przypadku wykrycie niepożądanych substancji.  Jako pierwszy czołg w Europie wóz otrzymał taktyczny system dowodzenia i kontroli. Część czołgów oznaczonych Strv 122B otrzymało również dodatkową płytę pancerną wzmacniającą ochronę przed minami i fugasami.

## Konstrukcja
Czołg został wyposażony w 12-cylindrowy silnik wysokoprężny MTU MB 873 Ka-501 o pojemności skokowej 47 600 cm3 i mocy 1500 KM (przy 2600 rpm). Zużycie paliwa podczas jazdy przy prędkości ok. 50 km/h wynosi 2,3 l/km, a przy jeździe w terenie przy prędkości ok. 25 km/h - 4,9 l / km. Masa silnika wynosi 6,12 t, a producentem jest firma MTU Friedrichshafen GmbH. Pojazd posiada w pełni automatyczną skrzynię biegów firmy Renk AG z czterema  biegami do przodu i dwoma do tyłu.
Strv 122 otrzymały wzmocniony pancerz przedniej części kadłuba. Wyposażono je w pancerz kompozytowy „Chobham”. Czołgi dysponowały też od początku eksploatacji dodatkową ochroną stropu przed ostrzałem subamunicją kasetową. Pojazdy zostały wyposażone w zautomatyzowany system dowodzenia Tank Command and Control System (TCCS), opracowanego przez firmę Celsius Tech Systems AB. Pozwala on między innymi na demonstrację położenia sił własnych i przeciwnika na mapie cyfrowej. Szwedzkie czołgi jako jedne z pierwszych na świecie dysponowały więc funkcjonującym systemem zarządzania pola walki, a także wzmocnioną ochroną pancerną przed ostrzałem artylerii. Okupiono to jednak wzrostem masy do ok. 62,5 ton.
Główne uzbrojenie czołgu stanowi armata gładkolufowa Rh-120 L/44 o długości 5,3 m. Ponadto pojazd posiada dwa karabiny maszynowe MG3A1 kal. 7,62 mm. Jeden jest sprzężony z armatą, drugi zaś umieszczony na wieży. Czołg posiada także 8 wyrzutni granatów dymnych kal. 80,5 mm umieszczonych po bokach wieży.
Łączność zapewnia radiostacja Ra 180 produkowana przez firmę Ericsson Radio. Pojazd posiada system ochrony ABC składający się z systemu filtrów oraz automatycznego systemu przeciwpożarowego.
Zastosowany system kierowania ogniem wyprodukowała szwedzka firma Celsius.

## Użytkownicy
- Szwecja – łącznie około 120 wozów, w aktywnej służbie pozostaje 99[3].
- Ukraina – co najmniej 10 czołgów Strv 122A przekazanych w 2023 roku przez Szwecję[3][4].